# Sophia Jafféová
Sophia Jafféová (* 15. července 1980 Berlín) je německá houslistka.
Poprvé vystoupila v sedmi letech v sále Berlínských filharmoniků s klavírním doprovodem Gerda Albrechta. V roce 1994 získala první cenu v celoněmecké soutěži „Jugend Musiziert“. V letech 1995–1998 studovala u profesora Hermana Krebberse v Amsterdamu. V roce 1998 začala navštěvovat Berlínskou hudební akademii Hannse Eislera, kde studovala u profesora Stephana Picarda. Od roku 2006 vyučuje hru na housle na Berlínské hudební akademii Hannse Eislera.